# Bobby Christian
(Sylvester) Bobby Christian (20. oktober 1911 i Chicago – 31. december 1991) var en amerikansk percussionist, trommeslager, komponist og arrangør. 
Christian kom frem i Paul Whitemans orkester i 1938, som trommeslager og komponist. Han blev i 1940 radiostationen NBC's trommeslager, og spillede samtidig med Chicago Symphony Orchestra, under Fritz Reiner. Christian dannede i 1944 sit eget percussioninstitut, hvor han modtog elever som Cozy Cole og Lou Singer. I 1955 spillede han i Arturo Toscanini´s NBC symphony of the Air. Han ledede også sit eget danse-orkester, og spillede i Dick Schory´s Percussion Pops Orchestra, hvor han var en fremhævet solist.
Christian lavede en del plader op igennem 1950'erne og 1960'erne f.eks. Music for Bang Baaroom and Harp (1958), og Holidays for Percussion (1962). Han trak sig tilbage i begyndelsen af 1970'erne og gav privat undervisning og foredrag om percussion.